# 熱血!!ラジカルチャー
熱血!!ラジカルチャー（ねっけつ!!ラジカルチャー）はニッポン放送が2005年10月3日から2006年3月にかけて放送した、平日21時から22時の帯番組である。ニッポン放送のみで放送。

## 概要
番組のコンセプトとしては、毎日それぞれの曜日ごとにジャンルを決め、そのジャンルに詳しいプロフェッショナルからその最新の文化情報を紹介してもらい、発信していこうというものである。

## 放送内容
- パーソナリティ:吉田尚記
- 月曜日　CD（コメンテーター 山田尚紀=タワーレコード那覇店元店長）
2006年1月1日未明1:00-5:00にタワーレコード渋谷店DJブースより番外編として「オールナイトニッポン タワーレコード・ニューイヤースペシャル」を生放送した。
- 火曜日　本（福田和也=文芸評論家、慶應義塾大学教授）
- 水曜日　街（武田憲人=雑誌「散歩の達人」編集長）
- 木曜日　漫画（樹林伸=漫画原作者）
- 金曜日　酒（田崎真也=ワインソムリエスト）

※この内火曜日と金曜日の一部コーナーはニッポン放送 ポッドキャスティングステーションで再配信されている。